# Ngô Văn
Ngô Văn Xuyết (geb. 1913 nahe Saigon; gest. 5. Januar 2005 in Paris), bekannt als Ngô Văn, war ein vietnamesischer Revolutionär, Autor und Historiker.

## Leben
Ngô Văn war der Sohn von Kleinbauern und lernte mit 11 Jahren Französisch. Er las viel französische Literatur. Mit 14 Jahren verließ er sein Dorf Tân Lô nahe Saigon, um in einer Metallfabrik in Saigon zu arbeiten. Im Alter von 19 Jahren, 1932, trat er der trotzkistischen Bewegung in Saigon bei, nahm an Märschen und Protesten gegen die französische Kolonialmacht teil. Gleichzeitig widersetzte er sich auch der stalinistischen Politik der Kommunistischen Partei unter Ho Chi Minh, die auf eine strategische Zusammenarbeit mit Landbesitzern und Arbeitgebern sowie französischen Kolonialherren abzielte, um eine gemeinsame Front gegenüber dem Faschismus und dem japanischen Imperialismus zu bilden.
Als die Kommunistische Partei nach der Augustrevolution 1945 trotzkistische Kritiker durch gezielte Attentate tötete, ging er 1948 ins Exil nach Frankreich. Dort fand er neue Perspektiven in anarchistischen und rätekommunistischen Kreisen etwa von Maximilien Rubel and Henri Simon, die ihn dazu veranlassten, sich vom Marxismus-Leninismus und Trotzkismus zu distanzieren. Er begann, größtenteils auf Französisch, Bücher zu veröffentlichen, darunter Memoiren, Märchen und historische Werke. Seine Schriften beleuchten die sozialen Kämpfe in Vietnam, die Kolonialzeit, aber auch die Augustrevolution, und kritisieren autoritäre Tendenzen in linken Bewegungen. Seine Autobiografie Au pays de la cloche fêlée, tribulations d'un Cochinchinois à l'époque coloniale wurde ins Vietnamesische und posthum auch ins Deutsche und Englische übersetzt.
Trotz eines Besuchs in Vietnam 1997 blieb er skeptisch gegenüber dem Sozialismus des Landes, den er als Unterdrückung ansah. Er starb 2005 im Alter von 91 Jahren.

## Veröffentlichungen
- Divination, magie et politique dans la Chine ancienne. 1976.
- Revolutionaries They Could Not Break. 1995.
- Viêt-nam 1920-1945, révolution et contre-révolution sous la domination coloniale. 1996.
- Au pays de la cloche fêlée, tribulations d'un Cochinchinois à l'époque coloniale. 1996.
  - Dt. Im Land der gesprungenen Glocke. Die Leiden Indochinas in der Kolonialzeit. Matthes & Seitz Berlin 2018.[6]

- Une amitié, une lutte, 1954–1996. 1997.
- Contes d'autrefois du Viêt-nam/Chuyện đời xưa xứ Việt. 2001, mit Hélène Fleury.
- Utopie antique et guerre des paysans en Chine. 2004.
- Le Joueur de flûte et Hô chi Minh, Viêt-nam 1945-2005. 2005.
- Au Pays d’Héloïse. 2005.